# Jeux panaméricains de 1955
Navigation
Édition précédente Édition suivante
Les IIe Jeux panaméricains se déroulent du 12 au 26 mars 1955 à Mexico au Mexique. La cérémonie d'ouverture a lieu devant 100 000 spectateurs au Stade universitaire de Mexico. 2 583 sportifs provenant de 22 nations différentes participent à l'événement.

## Sports
| - Athlétisme - Aviron - Baseball - Basket-ball - Boxe - Cyclisme - Équitation - Escrime - Football | - Gymnastique - Haltérophilie - Lutte - Sports aquatiques - Natation - Natation synchronisée - Plongeon - Water-polo | - Pentathlon moderne - Tennis - Tir sportif - Volley-ball |

## Tableau des médailles
- Pays hôte

| Rang  | Nation                 | Or  | Argent | Bronze | Total |
| ----- | ---------------------- | --- | ------ | ------ | ----- |
| 1     | États-Unis             | 81  | 58     | 38     | 177   |
| 2     | Argentine              | 27  | 31     | 15     | 73    |
| 3     | Mexique                | 17  | 11     | 30     | 58    |
| 4     | Chili                  | 4   | 7      | 13     | 24    |
| 5     | Canada                 | 4   | 4      | 3      | 11    |
| 6     | Venezuela              | 2   | 5      | 11     | 18    |
| 7     | Brésil                 | 2   | 3      | 12     | 17    |
| 8     | Colombie               | 2   | 3      | 1      | 6     |
| 9     | Cuba                   | 1   | 6      | 6      | 13    |
| 10    | Panama                 | 1   | 1      | 0      | 2     |
| 11    | Guatemala              | 1   | 0      | 1      | 2     |
| 11    | République dominicaine | 1   | 0      | 1      | 2     |
| 13    | Uruguay                | 0   | 6      | 3      | 9     |
| 14    | Porto Rico             | 0   | 2      | 2      | 4     |
| 15    | Jamaïque               | 0   | 2      | 1      | 3     |
| 16    | Curaçao                | 0   | 1      | 3      | 4     |
| 17    | Trinité-et-Tobago      | 0   | 1      | 1      | 2     |
| Total | Total                  | 143 | 141    | 141    | 425   |